# ジストニア
ジストニア(dystonia)は、中枢神経系の障害による不随意で持続的な筋収縮にかかわる運動障害と姿勢異常の総称。脳の大脳基底核、視床、小脳、大脳皮質などの活動が過剰になる異常が原因とされる運動異常症の症候名である。20世紀の一時期は精神疾患として誤った認識がされていた。日本神経学会の用語では「ジストニー」と表記される。2016年現在、日本では特定疾患には認定されていないが、遺伝性ジストニアが難病法に基づく指定難病で、医療費助成対象となる場合がある。

## 報告
1911年にドイツ人医師 Hermann Oppenheim(1857.12.31-191)により初めて報告され、Dystonia の用語が提唱された。1944年 Herz E.により現在の認識に近い診断用件が報告された。

## 分類
日本の2018年版ガイドラインでは「一次性」「二次性」の分類は行われなくなった。
発症原因発症原因から下記に分類される。
1. 遺伝性 - 指定難病[4]
  - 常染色体優性、常染色体劣性、伴性劣性、ミトコンドリア遺伝。いくつかの遺伝子異常が関与している事が判明しているが、全容は未解明。
2. 後天性 - 非遺伝性の原因が判明しているもの。
  - 出産時脳外傷、感染症、薬物、中毒、血管障害、腫瘍、脳外傷、心因性
    - 抗精神薬投与に伴う遅発性ジストニア。
3. 突発性
  - 原因不明

部位症状が出現している部位により、
- 局所性ジストニア
  - 1つの部位
- 分節性
  - 隣接する2つ以上の部位
- 多巣性ジストニア
  - 隣接しない2つ以上の部位
- 全身性ジストニア
  - 幹に加えて2つの異なる部位
- 片側性

に分類される。

## 診断
後天性要因の聞き取り、抗精神薬投与の薬歴聞き取り、類似症状の疾患や鑑別疾患を除外する為の各種診断。

## 鑑別疾患
ウィルソン(Wilson)病、遺伝性神経変性疾患：SCA1、2、3、17、PARK2、6、15、家族性痙性対麻痺、ハンチントン病、神経有棘赤血球症、GM2ガングリオシドーシス、GM1ガングリオシドーシス、ニーマン・ピック(Niemann-Pick)病、レット症候群、パーキンソン病、パーキンソン症候群、脳血管障害、関節リウマチなど。
類似した症状を呈する疾患
1. チック症
2. 代償性頭位異常
  - 前庭神経障害、滑車神経麻痺など
3. 骨関節・軟部組織の異常
  - 奇形、関節脱臼、軟部組織腫瘤、ばね指、関節リウマチなど
4. 先天性筋性斜頸
5. 筋痙攣
  - 全身腓返り病（里吉病）、スティッフパーソン症候群、アイザックス症候群、低カルシウム血症、低マグネシウム血症、アルカローシス、胃食道逆流症
6. 脱感覚神経
  - 感覚性偽アテトーシス

## 治療
薬物療法内服薬として抗パーキンソン薬や抗不安薬、抗コリン薬が用いられることがある。効果を示す場合もあるが、多くの場合は有効率が低い。ドーパ反応性ジストニア(en)ではレボドパが特効薬である。
ボツリヌス療法ごく微量のボツリヌストキシンを痙攣の起きている筋肉に注射し筋緊張を緩める治療法。日本の保険制度では他の治療法に比べ高額だが、効果は高い。個人差があるものの、一般的に効果は2日 - 1週間で発現し、概ね3 - 4ヶ月で減弱する。疼痛に対しても効果がある。
神経ブロックエタノール、フェノールなどで神経を破壊し人工的に麻痺状態を作ることで、不随意運動を軽減する治療。また、前述の薬品を筋肉内に注射するMAB(Muscle afferent block)という治療もある。日本の保険制度においては、ボツリヌス療法に比べ治療費が安いが、多くのデータでは有効率が劣る。
手術眼瞼痙攣に対して眼輪筋切截術、痙性斜頸や書痙に対して定位脳手術、淡蒼球や視床に電極を埋め込む脳深部刺激術（DBS）などの手術が適用される場合がある。
バクロフェン療法ITB(Intrathecal baclofen therapy)とも呼ばれる。体内にポンプを埋め込み、筋弛緩薬であるバクロフェンを持続的に髄注する治療法。ボツリヌス療法が局所に対して効果があるのに比し、バクロフェンは全身に効果がある。
鍼灸治療頸部ジストニアに関して鍼灸治療が有効であるという報告がある。